# Lewis Cook
Lewis John Cook, né le 3 février 1997 à York, est un footballeur international anglais qui évolue au poste de milieu de terrain à l'AFC Bournemouth.
Sous les couleurs de l'Angleterre, il remporte l'Euro des moins de 17 ans en 2014 ainsi que la Coupe du monde des moins de 20 ans en 2017, étant capitaine de l'équipe dans cette dernière compétition.

## Biographie

### Carrière en club

#### Jeunesse et formation
Né à York dans le Yorkshire du Nord, Cook rejoint l'académie de Leeds United en 2004 à l'âge de sept ans, et intègre l'équipe des moins de 18 ans dès l'âge de quinze ans.

#### Débuts à Leeds United
Après avoir intégré l'équipe première lors de la pré-saison 2014-2015, Cook fait ses débuts en équipe première le 9 août 2014 à l'occasion du premier match de la saison face à Millwall en entrant à la 64e minute de jeu, concédant un penalty en fin de match permettant aux Londoniens d'inscrire le deuxième but d'une défaite 2-0. Il dispute son premier match en tant que titulaire six jours plus tard face à Accrington Stanley en Coupe de la Ligue. Il s'impose par la suite en tant que titulaire, disputant trente-sept matchs en championnat, sa saison se termine cependant de manière anticipée après avoir contracté une blessure à la cheville avec l'équipe d'Angleterre des moins de 19 ans à la fin du mois de mars 2015, le rendant indisponible pour le reste de la saison. Cette blessure ne l'empêche cependant pas d'être nommé « Espoir de l'année de Championship » par la Football League. Il remporte également le trophée « d'Espoir de l'année » de Leeds United et termine deuxième de celui de « Joueur de l'année » derrière Alex Mowatt. À l'issue de la saison, son contrat est prolongé jusqu'en 2017.
Il inscrit son premier but en match officiel face à Doncaster Rovers en Coupe de la Ligue le 13 août 2015, il écope également de son premier carton rouge dès la 37e minute du même match, finalement perdu par les Peacocks aux tirs au but, lui faisant rater les trois matchs de championnat suivant pour cause de suspension,. Alors que l'intérêt pour le joueur devient grandissant au cours de la saison 2015-2016, ses performances lui permettent une nouvelle fois d'obtenir plusieurs prix dont celui « d'Espoir de l'année » de la Football League, il est par ailleurs nommé une deuxième fois consécutive « Espoir de l'année » de Leeds et termine une nouvelle fois deuxième du trophée de « Joueur de l'année », cette fois face à Charlie Taylor, et remporte le prix de « But de l'année » pour son but inscrit contre Fulham en championnat le 24 février 2016.

#### AFC Bournemouth
Malgré des négociations pour renouveler son contrat à Leeds, Cook est finalement vendu à l'AFC Bournemouth le 8 juillet 2016 pour quatre ans. Il fait ses débuts avec les Cherries lors de la première journée du championnat face à Manchester United le 14 août 2016 (défaite 1-3). Il ne joue cependant que huit matchs de la saison, souffrant de la concurrence avec Jack Wilshere prêté par Arsenal, et étant victime d'une nouvelle blessure à la cheville en octobre 2016 le rendant indisponible jusqu'au mois de janvier 2017.

### Carrière internationale
Cook fait partie de la sélection anglaise des moins de 17 ans qui remporte le Championnat d'Europe des moins de 17 ans en 2014, prenant part à quatre des cinq matchs de l'équipe anglaise.
Après un bref passage chez les moins de 18 ans en septembre 2014, il intègre la sélection moins de 19 ans en mars 2015, prenant part à un match de qualification pour l'Euro des moins de 19 ans de 2015 face à l'Azerbaïdjan, remporté 1-0 par les Anglais, avant de devoir quitter les siens sur blessure le 31 mars, qui échouent finalement à se qualifier pour le tournoi après une défaite 2-1 face à la France le même jour. Il est par la suite convoqué pour l'édition 2016 mais est retiré de la liste sur demande de son entraîneur de Leeds United Garry Monk.
À l'occasion de la Coupe du monde des moins de 20 ans de 2017, Cook est sélectionné et fait capitaine de l'équipe anglaise. Il y dispute six des sept matchs de son équipe, inscrivant un but face à la Guinée, tandis que la sélection anglaise défait le Venezuela en finale pour remporter son premier titre mondial depuis la Coupe du monde 1966.
Le 15 mars 2018, Cook est retenu dans le groupe anglais par Gareth Southgate pour affronter les Pays-Bas et l'Italie. Douze jours plus tard, il honore sa première sélection avec les Three Lions contre l'Italie (1-1).
Il fait partie des vingt joueurs sélectionnés en équipe d'Angleterre espoirs pour disputer le Festival international espoirs 2018.

## Style de jeu
Décrit comme un joueur versatile à mentalité défensive, capable de jouer tout aussi bien le rôle de meneur de jeu que de milieu box-to-box ou de défenseur central, Cook est parfois comparé à Fabian Delph dont le profil est similaire,. Les aspects fréquemment notés dans son jeu sont sa confiance, sa technique et son calme balle au pied lui permettant de remplir le rôle de meneur de jeu auquel il est généralement assigné,. Malgré cela, son manque de buts ainsi que le manque de justesse dans ses tacles et dans les duels sont également notés parmi ses principales faiblesses,,.

## Statistiques
| Saison                | Club                  | Championnat           | Championnat | Championnat | Championnat | Coupe nationale | Coupe nationale | Coupe nationale | Coupe de la Ligue | Coupe de la Ligue | Coupe de la Ligue | Angleterre | Angleterre | Angleterre | Total | Total | Total |
| Saison                | Club                  | Division              | M.          | B.          | P.d.        | M.              | B.              | P.d.            | M.                | B.                | P.d.              | M.         | B.         | P.d.       | M.    | B.    | P.d.  |
| 2014-2015             | Leeds United          | Championship          | 37          | 0           | 1           | 0               | 0               | 0               | 1                 | 0                 | 1                 | -          | -          | -          | 38    | 0     | 2     |
| 2015-2016             | Leeds United          | Championship          | 43          | 1           | 2           | 3               | 0               | 1               | 1                 | 1                 | 0                 | -          | -          | -          | 47    | 2     | 3     |
| Sous-total            | Sous-total            | Sous-total            | 80          | 1           | 3           | 3               | 0               | 1               | 2                 | 1                 | 1                 | -          | -          | -          | 85    | 2     | 5     |
| 2016-2017             | AFC Bournemouth       | Premier League        | 6           | 0           | 1           | 1               | 0               | 0               | 2                 | 0                 | 0                 | -          | -          | -          | 9     | 0     | 1     |
| 2017-2018             | AFC Bournemouth       | Premier League        | 29          | 0           | 0           | -               | -               | -               | 3                 | 0                 | 0                 | 1          | 0          | 0          | 33    | 0     | 0     |
| 2018-2019             | AFC Bournemouth       | Premier League        | 13          | 0           | 0           | -               | -               | -               | 2                 | 0                 | 0                 | -          | -          | -          | 15    | 0     | 0     |
| 2019-2020             | AFC Bournemouth       | Premier League        | 27          | 0           | 0           | 1               | 0               | 0               | 1                 | 0                 | 0                 | -          | -          | -          | 29    | 0     | 0     |
| 2020-2021             | AFC Bournemouth       | Championship          | 31          | 1           | 1           | 2               | 0               | 0               | 2                 | 0                 | 0                 | -          | -          | -          | 35    | 1     | 1     |
| 2021-2022             | AFC Bournemouth       | Championship          | 28          | 1           | 2           | 1               | 0               | 0               | -                 | -                 | -                 | -          | -          | -          | 29    | 1     | 2     |
| 2022-2023             | AFC Bournemouth       | Premier League        | 28          | 0           | 2           | 1               | 0               | 0               | 1                 | 0                 | 0                 | -          | -          | -          | 30    | 0     | 2     |
| 2023-2024             | AFC Bournemouth       | Premier League        | 18          | 0           | 1           | 2               | 0               | 0               | 1                 | 0                 | 0                 | -          | -          | -          | 21    | 0     | 1     |
| Sous-total            | Sous-total            | Sous-total            | 180         | 2           | 7           | 8               | 0               | 1               | 12                | 0                 | 0                 | 1          | 0          | 0          | 201   | 2     | 8     |
| Total sur la carrière | Total sur la carrière | Total sur la carrière | 260         | 4           | 10          | 11              | 0               | 1               | 14                | 1                 | 1                 | 1          | 0          | 0          | 286   | 5     | 12    |

## Palmarès
Sous les couleurs des équipes de jeunes de l'Angleterre, Cook remporte le championnat d'Europe des moins de 17 ans en 2014, la Coupe du monde des moins de 20 ans en 2017 ainsi que le Festival international espoirs en 2018.
Sur le plan individuel, il remporte le prix d'espoir de l'année de la Football League en 2016.